# Jacques Gabriel Bulliot

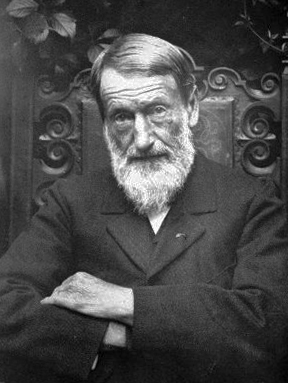
Jacques-Gabriel Bulliot fotografiert von Félix Thiollier

Jacques Gabriel Bulliot (* 17. Januar 1817 in Autun; † 13. Januar 1902 in Autun) war ein französischer Weinhändler und Amateurarchäologe.
Seine bedeutendste Leistung ist die Lokalisation des gallischen Oppidums Bibracte auf dem Mont Beuvray. Biberacte war als Hauptstadt des gallischen Stammes der Haeduer ein bedeutendes Handels- und Kulturzentrum und 58 v. Chr. Schauplatz der Schlacht bei Bibracte, in der Gaius Iulius Caesar den Stamm der Helvetier besiegte.
Nachdem in der Neuzeit lange Zeit umstritten war, ob Bibracte in Autun, der späteren gallo-römischen Stadt, oder am heutigen Mont Beuvray lag, gelang es erst Bulliot durch seine Ausgrabungen ab 1867, die Autun zuneigende Meinung der Wissenschaft zu widerlegen. Sein Neffe Joseph Déchelette arbeitete zuerst mit ihm zusammen und setzte dann maßgeblich die Arbeiten in Bibracte fort.

## Schriften
- Essai historique sur l’abbaye de Saint-Martin d’Autun, Autun 1849
- Fouilles du Mont Beuvray. 3 Bände. 1899